# 石见元
石见元（1946年—），汉族，中华人民共和国政治人物、第十一届全国政协委员。
加入中国共产党，担任中国监察学会工商分会会长、中央纪委驻国家工商总局纪检组原组长。2008年，当选第十一届全国政协委员，代表农业界，分入第三十八组。并担任社会和法制委员会专委。